# Чип и Дейл (персонажи)
Чип и Дейл (англ. Chip 'n' Dale) — дуэт мультипликационных персонажей, созданных The Walt Disney Company в 1943 году. Будучи антропоморфными братьями бурундуками, Чип и Дейл были названы в честь Томаса Чиппендейла, краснодеревщика и дизайнера мебели XVIII века. Этот каламбур придумал Билл «Текс» Хенсон, художник-рассказчик студии.
В большинстве мультфильмов с их участием они противостоят Плуто, Микки Маусу и, в особенности, Дональду Даку. В 1950-х годах они получили собственный сериал, однако под его заголовком вышло только три мультфильма: «Необычный цыплёнок» (1951), «Два бурундука и одна мисс» (1952) и «Одинокие бурундуки» (1954). Дуэт трижды был номинирован на премию «Оскар» за лучший анимационный короткометражный фильм: в 1946 году за «Права незаконного вселенца», в 1947 году за «Чипа и Дейла» и в 1949 году за «Любителей игрушек». В 1980-х они стали главными героями мультсериала «Чип и Дейл спешат на помощь», где выступили в роли двух основателей детективного агентства рейнджеров-спасателей.

## Создание и концепция
Впервые Чип и Дейл появились в мультфильме «Рядовой Плуто» (англ. «Private Pluto») 1943 года от режиссёра Клайда Джероними, однако не имели отличительных черт. Три года спустя режиссёр Джек Ханна решил использовать их в качестве персонажей короткометражек про Дональда Дака:

Джерри Джероними представил двух маленьких озорных бурундуков, которые лишь пищали и болтали при помощи ускоренного саундтрека без признаков речи. Он противопоставил их Плуто… Я же хотел противопоставить их Даку, но в то же время хотел придать им больше индивидуальности. Поэтому мы решили дать им возможность говорить, ускорив их слова так, чтобы их с трудом можно было разобрать… Мы дали им обоим одну и ту же личность, но чего-то не хватало. Билл Пит предложил сделать одного из них немного глуповатым, тем самым показав двух разных индивидов. Я сразу же увидел потенциал в этой задумке и принял предложение.
— 
Из двоих бурундуков Чип представлен как более осторожный, сосредоточенный и способный к логическому мышлению. Дейл же, напротив, изображён более легкомысленным, простоватым и импульсивным, а также обладающим развитым чувством юмора. Первоначально, бурундуки не отличались друг от друга, однако впоследствии в их внешности отразились характерные черты: у Чипа маленький чёрный нос и один торчащий посередине зуб, тогда как у Дейла большой тёмно-красный нос и заметная щель между двумя выпирающими зубами. Также Чип изображается с гладкими волосами на макушке, в то время как у Дейла волосы взлохмачены.
По состоянию на 2001 год было выпущено 23 мультфильма с участием Чипа и Дейла.

## Список мультфильмов с участием Чипа и Дейла
| #  | Название (англ.)                                  | Дата премьеры (США)   |
| -- | ------------------------------------------------- | --------------------- |
| 1  | «Private Pluto» / Рядовой Плуто                   | 2 апреля 1943 года    |
| 2  | «Squatter’s Right» / Права незаконного вселенца   | 7 июня 1946 года      |
| 3  | «Chip an' Dale» / Чип и Дейл                      | 28 ноября 1947 года   |
| 4  | «Three for Breakfast» / Завтрак для троих         | 5 ноября 1948 года    |
| 5  | «Winter Storage» / Запас на зиму                  | 3 июня 1949 года      |
| 6  | «All in a Nutshell» / В скорлупе                  | 2 сентября 1949 года  |
| 7  | «Toy Tinkers» / Любители игрушек                  | 16 декабря 1949 года  |
| 8  | «Crazy Over Daisy» / Без ума от Дейзи             | 25 марта 1950 года    |
| 9  | «Trailer Horn» / Испорченный отдых                | 28 апреля 1950 года   |
| 10 | «Food for Feudin’» / Кому достанется на орехи     | 11 августа 1950 года  |
| 11 | «Out on a Limb» / Верхом на ветке                 | 15 декабря 1950 года  |
| 12 | «Chicken in the Rough» / Необычный цыплёнок       | 19 января 1951 года   |
| 13 | «Corn Chips» / Воздушная кукуруза                 | 23 марта 1951 года    |
| 14 | «Test Pilot Donald» / Дональд, лётчик-испытатель  | 8 июня 1951 года      |
| 15 | «Out of Scale» / Не тот масштаб                   | 2 ноября 1951 года    |
| 16 | «Donald Applecore» / Дональд Яблочная Сердцевина  | 8 января 1952 года    |
| 17 | «Two Chips and a Miss» / Соперники                | 21 марта 1952 года    |
| 18 | «Pluto’s Christmas Tree» / Новогодняя ёлка Плуто  | 21 ноября 1952 года   |
| 19 | «Working for Peanuts» / Работа за орехи           | 11 ноября 1953 года   |
| 20 | «The Lone Chipmunks» / Бурундуки выходят на охоту | 19 апреля 1954 года   |
| 21 | «Dragon Around» / Дракон где-то рядом             | 16 июля 1954 года     |
| 22 | «Up a Tree» / На верху дерева                     | 23 сентября 1955 года |
| 23 | «Chips Ahoy» / Свистать всех наверх!              | 24 февраля 1956 года  |

### Релиз

Логотип мультфильма «Чип и Дейл».

- The Adventures of Chip 'n' Dale включает в себя: «Два бурундука и одна мисс», «Необычный цыплёнок», «Бурундуки на корабле», «Дональд Яблочная Сердцевина», «На дереве» и «Одинокие бурундуки», а также различные сцены с песнями между короткометражными мультфильмами в исполнении Чипа и Дейла.
- Classic Cartoon Favorites, Vol. 4: Starring Chip 'n' Dale (DVD) включает в себя: «Необычный цыплёнок», «Чип и Дейл», «Всё не так!», «Два бурундука и одна мисс», «Пища для вражды», «Работа за орехи», «Верхом на ветке», «Завтрак для троих» и «Сражение с драконом»
- Nuts About Chip 'n' Daleвключает в себя: «Пища для вражды», «Испорченный отдых» и «Два бурундука и одна мисс».
- A Tale of Two Chipmunks включает в себя: «Необычный цыплёнок», «Бурундуки на корабле» и «Одинокие бурундуки» (также выпущена на Laserdisc в формате «2 в 1» вместе с «Непотопляемым Дональдом Даком»)
- Disney Cartoon Classics Vol. 9: Starring Chip 'n' Dale включает в себя: «Работа за орехи», «Дональд Яблочная Сердцевина» и «Сражение с драконом», а также короткие сцены между короткометражными мультфильмами, рассказанными Сверчком Джимини. Кроме того, это единственная анимация, в которой Дональд обращается к бурундукам по именам.

## Мультсериалы

### Чип и Дейл спешат на помощь
В конце 1980-х годов в студии Disney встал вопрос о создании нового мультсериала. Первоначально планировалось взять для него персонажей диснеевской полнометражки «Спасатели» 1977 года. Однако в это время уже снималось продолжение — «Спасатели в Австралии», поэтому было принято решение отказаться от использования персонажей этого мультфильма. Изначально новый проект назывался «Miami Mice», позже переименованный в «Rescue Rangers» и главным героем — лидером команды Спасателей должен был стать мышь Кит Колби (англ. Kit Colby). Хотя продюсеры и заинтересовались новым проектом, главный герой им не понравился и тогда решено было использовать старых героев — Чипа и Дейла, впервые появившихся в 1943 году.
В отличие от первых мультфильмов с их участием, Чип и Дейл обладали осмысленной речью: голосом Чипа выступила Тресс Макнилл, а Дейла озвучил Кори Бёртон. Обработка звука использовалась для ускорения голосов актёров и придания более высокого тона, особенно голосу Чипа. Персонажей значительно переработали: так, они теперь имеют одежду (у Чипа — фетровая шляпа и кожаная на меху «лётная» куртка, у Дейла — красная «гавайская» рубашка с жёлтыми узорами). Для создания типажей художники вдохновились образами популярных в начале и середине восьмидесятых годов образами Индианы Джонса (Чип) и детектива Магнума (Дейл). Характеры героев несколько изменили, в команду Спасателей добавили новых героев и перенесли действие мультсериала в Нью-Йорк. Всего было отснято 65 эпизодов. Премьера в США состоялась 15 октября 1989 года.

### Всё о Микки Маусе
Чип и Дейл регулярно появляются в мультсериале «Всё о Микки Маусе», где вновь становятся врагами Дональда Дака. В короткометражке «Смешанные орешки Микки» бурундуки сражаются с Микки Маусом за последний пакет орехов в супермаркете.

### Мышиный дом
В мультсериале «Мышиный дом» Чип и Дейл периодически появляются в качестве гостей Микки Мауса. В эпизоде «Чип и Дейл», посвящённом бурундукам, они крадут у гостей пакеты с орехами а также противостоят Дональду. В серии «Ночь леди» Минни нанимает их для выступления в роли «Танцоров Чипа и Дейла», что является пародией на американскую стриптиз-танцевальную труппу «Chippendales». В эпизоде «Спроси фон Дрейка» бурундуки фигурирует во время подсчёта всех персонажей Диснея, а в серии «Турецкий дом» Дональд жалуется на то, что не может разобрать их речь, однако Дейзи Дак также отмечает неразборчивость речи Дональда.

### Клуб Микки Мауса
Чип и Дейл регулярно фигурируют в компьютерном анимационном мультсериале «Клуб Микки Мауса (мультсериал)» в роли друзей Микки Мауса. Здесь они не являются врагами Дональда Дака и Плуто. По большей части бурундуки играют второстепенную роль, за исключением эпизода «Коко, обезьяна Гуфи», где являются виновниками таинственного исчезновения кокосов в джунглях. В конце концов, они возвращают их обратно, думая, что это гигантские орехи. Также, в эпизоде «Мыслительная шапка Гуфи», Микки, Дональд и Гуфи просят бурундуков достать 12 орехов.

### Микки Маус
В мультсериале «Микки Маус» 2013 года Чип и Дейл впервые появляются в эпизоде «Космические прогулки», где во время путешествия в открытый космос Микки и Плуто обнаруживают миниатюрный космический корабль, напоминающий диск фрисби. Им оказывается принадлежащий Чипу и Дейлу корабль, которые вступают в конфронтацию с Микки и Плуто. В эпизоде «Песня о дне рождения» Чип и Дейл присутствуют на вечеринке по случаю дня рождения Микки. В серии «Новые ботинки» они появляются вместе с некоторыми другими противниками Дональда. Также они играют эпизодическую роль в серии в «Наши плавающие мечты», действие которых происходит в Таиланде.

### Микки Маус: Мир приключений
Чип и Дейл появляются как второстепенные персонажи в мультсериале «Микки Маус: Мир приключений» в качестве членов бригады в гараже Микки.

### Утиные истории
Чип и Дейл на основе их дизайна из мультсериала «Чип и Дейл спешат на помощь» появляются в 3 сезоне «Утиных историй» 2017 года Первоначально, они являются подопытными грызунами в лаборатории В.А.О.Н, где подвергаются воздействию их разработки, которая делает их умнее. Объединившись с Гайкой, Рокфором и Вжиком, они помогают Зигзагу Маккряку и Дьюи сбежать из тюрьмы. Также они эпизодически фигурируют в заключительном эпизоде «Последнее приключение!».

### Чип и Дейл
28 июля 2021 года на Disney+ состоялась премьера французско-американского мультсериала «Чип и Дейл», разработанного The Walt Disney Company France совместно с Xilam. В отличие от других проектов с участием персонажей, сериал невербальный, как и другие шоу, созданные Xilam.

## Кино
31 января 2014 года стало известно, что The Walt Disney Company разрабатывает художественный фильм «Чип и Дейл спешат на помощь» на основе одноимённого мультсериала с элементами компьютерной графики, аналогично серии фильмов «Элвин и бурундуки». Роберт Руган был назначен режиссёром и сценаристом. В ноябре 2020 года было объявлено, что Кори Бёртон повторит свою роль из оригинального сериала в качестве голоса Вжика. Хотя некоторые источники утверждали, что Бёртон также вновь озвучит персонажа Дейла, в декабре 2020 года стало известно, что роль досталась Энди Сэмбергу. В тот же день было объявлено, что Джон Малейни озвучит Чипа. Фильм является продолжением мультсериала.

## Видеоигры
- В 1990 году Capcom выпустила игру Chip ’n Dale Rescue Rangers для Nintendo Entertainment System.
- В 1993 году состоялся выход второй игры для NES, Chip ’n Dale Rescue Rangers 2.
- Неофициальное продолжение игр для NES Squirrel King было выпущено для Mega Drive тайваньской компанией Gamtec.
- В 1990 году компания Hi Tech Expressions выпустила игру Chip ’n Dale Rescue Rangers: The Adventures in Nimnul’s Castle, где бурундуки отправляются на спасение Рокфора, попавшего в мышеловку профессора Нимнула.
- Компания Tiger Electronics выпустила портативную игру Chip 'n Dale Rescue Rangers[20].
- Dynamic Pixels Ltd разработана мобильную игру Chip 'n Dale: Rescue Rangers, по сюжету которой Толстопуз похитил Вжика и отправил на необитаемый остров.
- Чип, Дейл, Гайка и Вжик появились на картах в игре-головоломке Mickey’s Memory Challenge 1993 года.
- Спасатели являются игровыми персонажи в мобильных играх Disney Emoji Blitz и Disney Sorcerer’s Arena.
- В игре Kingdom Hearts: Birth by Sleep Чип и Дейл появляются в Городе Дисней, где жалуются Терре, что Пит играет нечестно. Игрок принимает участие в гонках и побеждает Пита.
- В Kingdom Hearts Чип и Дейл отправляют Дональда, Гуфи и Плуто в Перекрёстный Город на корабле Гамми.
- В Kingdom Hearts II дуэт воссоединяется с Сорой, Дональдом и Гуфи после того, как те покидают Таинственную башню, чтобы начать своё путешествие. Бурундуки регулярно появляются на протяжении всей игры, чтобы помочь Соре перемещаться по карте. Во время миссий на корабле Гамми, они общаются с Сорой из замка Диснея, чтобы подбодрить его, когда он сражается с кораблями Бессердечных. Во время визита Соры в замок Диснея, Чип и Дейл предупреждают его и королеву Минни о тёмных шипах, которые таинственным образом настигли Зал Краеугольного камня.
- В Kingdom Hearts coded Чип и Дейл создают информационный ландшафт для журнала Джимини, чтобы расшифровать таинственное сообщение, оставленное внутри.
- В игре Kinect Disneyland Adventures Чип и Дейл появляются рядом со своим домиком на дереве и просят игрока принести им желудей.
- Чип и Дейл из мультсериала «Чип и Дейл спешат на помощь» являются игровыми персонажами в гоночной игре Walt Disney World Quest: Magical Racing Tour.
- Персонаж напоминающий Чипа появляется в игре Epic Mickey 2: The Power of Two.
- Чип и Дейл в костюмах спасателей появляются в начале и концовке игры Castle of Illusion Starring Mickey Mouse.
- В игре Disney Magical World Чип и Дейл владеют магазином, где создают мебель для игрока.

## Комиксы
Чип и Дейл появились в #517, 581 и 636 номерах комикса Four Color Comics от издательства Dell Comics, после чего в #4-30 (1955-62) комикс публиковался под названием Chip 'n' Dale. Gold Key Comics занимался публикацией комикса с #1 по #64 (1967-80), после чего с #65 по #83 (1980-84) выпуском занималась Whitman.
Ежемесячный комикс, основанный на мультсериале Чип и Дейл спешат на помощь, публиковался компанией Disney Comics в 1990 году и состоял из 19 выпусков. Последующие комиксы печатались в Disney Adventures с 1990 по 1995 год, а также в комиксе Disney Afternoon, издаваемом Marvel Comics.
С сентября 2010 года издатель комиксов Boom ! Studios объявила о создании ежемесячного комикса Chip 'n Dale Rescue Rangers, публикация которого должна была начаться в декабре того же года. Компания приняла решение о выпуске комикса на волне успеха «Чёрного плаща», ещё одной собственности Disney Afternoon, которую BOOM! ранее возродила в 2010 году. Над серией работали сценарист Ян Брилл и художник Леонель Кастеллани. Было написано 2 сюжетных линий из 8 выпусков, каждая из которых издавалась по отдельности в твёрдой и мягкой обложках. Серия закрылась в мае 2011 года. В октябре 2018 года серия Boom! Studios была периздана в Disney’s Afternoon Giant от IDW Publishing.

## Другие появления
- В мультфильме «Весёлые и беззаботные» 1947 года Чип и Дейл смеются над неудачной попыткой Медведя Бонго залезть на дерево. В основном их диалог осуществляется с помощью игрушечной пищалки, хотя некоторые реплики представляют собой обычное ускоренное бормотание.
- В мультфильме «Время мелодий» 1948 года Чип ненадолго появляется в сегменте «Johnny Appleseed», где пытается съесть печенье.
- Первоначально Чип и Дейл должны были появиться в полнометражном фильме «Кто подставил кролика Роджера» 1988 года[28].
- В мультсериале «Чёрный Плащ» Чип и Дейл ненадолго появляются на экране телевизора в эпизоде «Антиплащ». Также голос Чипа можно услышать в серии «Наши в Голливуде».
- Дейл ненадолго появляется в эпизоде «Равнение на героя» мультсериала «Кряк-Бряк».
- Чип и Дейл появляются в мультфильме «Микки: Однажды под Рождество». Бурундуки выпрыгивают из маленькой искусственной ёлки и привлекают внимание Плуто. Тот начинает лаять на них, после чего они наклеивают ему на рот наклейку с надписью «Не открывать до Рождества».
- В фильме «Спасти мистера Бэнкса» 2013 года плюшевого Дейла можно увидеть, когда П. Л. Трэверс входит в свою комнату, оформленную в стиле Диснея. Также Чип и Дейл появляются в качестве прохожих во время премьеры «Мэри Поппинс».